# Volige

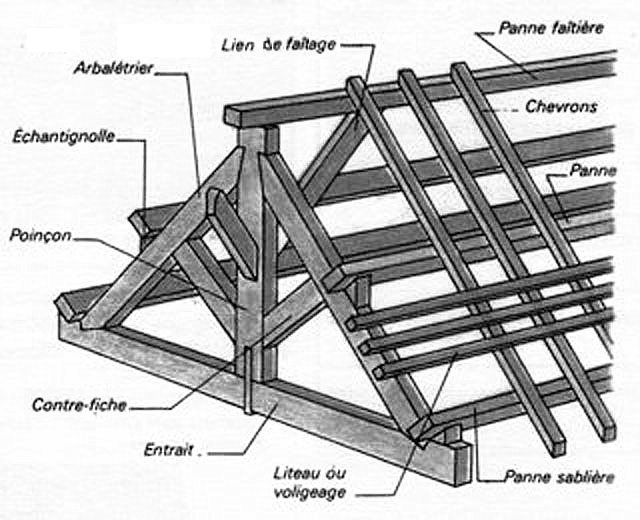
Vocabulaire de la charpente.

Une volige est un produit rectangulaire du sciage du bois qui a une épaisseur inférieure à 22 millimètres et une largeur supérieure ou égale à 4 fois son épaisseur. 
Fixées l'une à côté de l'autre sur les chevrons, les voliges sont destinées à réaliser un plancher continu pour supporter les matériaux de couverture de toiture tels qu'ardoises, zinc ou étanchéité bitumeuse.
Le plancher ainsi constitué s'appelle le voligeage.
Les essences utilisées peuvent être du bois résineux ou feuillus tendres (peuplier, tilleul, aulne, bouleau).
Assemblage : cloué sur tous les chevrons.